# Heroic Losers
Pour plus de détails, voir Fiche technique et Distribution.
Heroic Losers (La odisea de los giles) est une comédie dramatique argentine coécrite et réalisée par Sebastián Borensztein, sortie en 2019.

## Synopsis
En 2001, dans la petite ville d'Alsina, dans la province de Buenos Aires en Argentine, en pleine crise économique, une ancienne star locale du football, Fermín Perlassi, et sa femme Lidia décident tout de même de racheter le silo à grains de La Metodica, une usine désaffectée, afin de monter une coopérative qui permettrait aux producteurs locaux de stocker leur production agricole à un moindre coût et générerait de l'emploi dans la région sans grande ressources. Son objectif est donc de revitaliser son village. Après avoir convaincu son meilleur ami, ses amis et des voisins pour qu'ils participent financièrement son projet, leur somme réunie est finalement bloquée par le Corralito, des mesures gouvernementales d'austérité radicales qui empêchent les citoyens de disposer librement de leurs fonds. En fait, Perlassi se rend compte que son argent a été dérobé par l'avocat Fortunato Manzi avec la complicité de leur banquier. En revenant de la ville, lui et sa femme Lidia sont également victimes d'un grave accident de voiture qui entraîne la mort de Lidia.
Un an plus tard, alors que le pays est plongé dans une détresse sociale et économique, Perlassi et son entourage, dont son fils Rodrigo, apprennent que Fortunato Manzi a fait creuser une grande fosse dans un terrain qui lui appartient, et ils le soupçonnent d'y avoir fait aménager une cache pour sa fortune, en se défiant des banques. Ils décident alors de "récupérer" leur argent. Leur première tentative échoue car Manzi a fait installer une alarme sophistiquée et les complices sont dérangés par son arrivée intempestive. 
Perlassi décide alors de s'inspirer du scénario du film Comment voler un million de dollars, en déclenchant l'alarme à de multiples reprises pour que Manzi, exaspéré, décide de désactiver sa batterie qui assure la continuité du fonctionnement de l'alarme même en cas de panne du réseau électrique. À de multiples reprises, ils interrompent puis rétablissent le courant électrique, jusqu'à ce que Manzi soit convaincue que la batterie est défectueuse et la désactive. 
Il suffit alors aux complices de profiter d'un orage pour saboter le réseau électrique local et pouvoir mettre la main sur le butin. Ils peuvent ainsi racheter le silo à grains, créer leur coopérative et des emplois dans leur village.

## Fiche technique
- Titre original : La odisea de los giles
- Titre français : Heroic Losers
- Réalisation : Sebastián Borensztein
- Scénario : Sebastián Borensztein et Eduardo Sacheri, d'après le roman La Nuit de l'usine (La odisea de los giles) de Eduardo Sacheri
- Photographie : Rodrigo Pulpeiro
- Montage : Alejandro Carrillo Penovi
- Musique : Federico Jusid
- Production : Hugo Sigman, Ricardo Darín, Matías Mosteirin, Chino Darín, Federico Posternak, Leticia Cristi, Fernando Bovaira et Simón de Santiago
- Pays d'origine : Argentine
- Format : couleur
- Genre : comédie dramatique
- Durée : 116 minutes
- Dates de sortie : 
  -  Argentine : 15 août 2019
  -  France : 20 décembre 2020 (VOD)
  -  Suisse romande : 21 avril 2021[1]

## Distribution
- Ricardo Darín : Fermín Perlassi
- Luis Brandoni : Antonio Fontana
- Chino Darín : Rodrigo Perlassi
- Verónica Llinás : Lidia Perlassi
- Daniel Aráoz : Belaúnde
- Carlos Belloso : Medina
- Marco Caponi : Hernán
- Rita Cortese : Carmen Largio
- Andrés Parra : Fortunato Manzi
- Luciano Cazaux : Alvarado
- Ailín Zaninovich : Florencia

## Accueil

### Accueil critique
Dans Le Temps, Antoine Duplan estime que ce film « plein d'humanité rugueuse » et d'humour sarcastique renvoie à la « tradition de la comédie italienne ». 

### Distinctions
- Prix Goya 2020 du meilleur film ibéroaméricain[3]
- Grand Prix Hydro-Québec 2020, Festival du cinéma international en Abitibi-Témiscamingue